# 네오뱅크
네오뱅크(영어: neobank) 또는 인터넷/온라인 전문 은행(영어: online bank, internet-only bank, virtual bank, digital bank)은 모든 금융서비스를 온라인 상에서 제공하는 은행이다. 오프라인 지점을 토대로 하고 있는 기존 은행과 달리 인터넷 은행은 물리적 공간이 존재하지 않는다. 인터넷 뱅킹과 개별 서비스 내용으로는 동일하거나 중복되는 면이 있지만 인터넷 은행은 전적으로 사이버 공간을 출발점으로 하고 있다는 점에서 인터넷 환경을 편의를 위해 보조적으로 활용하는 오프라인 은행의 인터넷 뱅킹과 근본적 차이가 존재한다.
성립 초기에는 완전 무점포 형태의 온라인 위주로 이루어져 Direct Bank, Pure-play Internet Bank, Internet-only Bank, Online-only Bank, Virtual bank 등의 명칭을 쓰고 이후 오프라인 시설을 보완적으로 이용하는 경우가 증가하면서 Internet Primary Bank라는 명칭으로도 불린다. 최근에는 모바일 채널의 등장과 함께 digital bank로 불리기도 한다.

## 역사
1990년대 IT 발전과 함께 인터넷 이용률이 증가하고 음반·영화 등 전 산업에 걸쳐 온라인 채널 혁신이 일어나면서, 은행 산업 에서도 인터넷을 주 영업채널로 활용하는 인터넷 전문 은행이 등장했다. 인터넷 전문은행은 세계 최초로 ‘SFNB(Security First Network Bank)’가 1995년 10월 미국에서 설립된 이후 유럽·일본 등 전세계로 확산됐다. 인터넷의 활성화와 금융규제 완화 등의 영향으로 2000년 말까지 미국에서만 40개 이상의 인터넷 전문은행이 설립될 정도로 빠르게 확산됐다. 하지만 도입 초기 IT붐에 힘입어 새로운 금융거래의 주류를 형성할 듯 보였으나, 낮은 브랜드 인지도,과도한 마케팅 비용 지출, 투자 실패 등이 맞물려 2001~2006년에만 미국에서 11개의 인터넷 전문은행이 영업을 중단하는 등 급격한 구조조정기를 맞기도 했다. 하지만 이후 비즈니스 모델 차별화 전략으로 영업실적이 향상되고 재무구조가 개선되면서 일부 인터넷 전문은행을 중심으로 기존 상업은행들을 위협할 만큼 성장했다. 2014년 9월 말 총자산 기준으로 미국 50대 은행에 6개 인터넷 전문은행이 순위에 올랐으며,일본의 SBI(Sumishin Net Bank)는 일본 인터넷 전문은행 최초로 예금규모 3조 엔을 달성하며 일본 은행 전체 37위(105개 지역은행 기준)를 기록하는 등 위상이 증대됐다.
미국과 유럽에서는 1990년대부터, 일본은 2000년대부터 인터넷전문은행을 운영하고 있다. 국내에서는 2008년 무렵 금융위원회가 은행법을 개정하여 인터넷전문은행을 도입하려는 시도가 있었지만 금융실명제법 및 자금 확보 문제, 은산분리 규제 등에 의해 무산된 바 있다. 특히 산업자본(비금융주력자)의 은행 지분 소유 한도를 4%로 제한하는 은산분리 규정은 본래 은행이 대기업이나 대주주의 사금고가 되는 것을 막기 위한 규정으로 도입되었으나 인터넷전문은행 설립에 걸림돌로 작용하였다.
2014년에는 정부가 발표한 경제정책 방향에 따라 인터넷전문은행 설립 논의가 본격화되었다. 금융위원회는 30대 그룹과 상호출자제한 대상 그룹에 인터넷전문은행 설립을 제한하고 나머지 기업에 참여 기회를 줘 인터넷전문은행 설립을 허가하기로 하였다. 즉, 삼성, 현대자동차, LG, SK 등 30대 그룹 계열 제조사, 금융회사는 설립이 제한되며 네이버, 다음카카오 등의 기업은 인터넷은행을 설립할 수 있게 된 것이다. 이에 2016년 금융위원회는 케이뱅크에 인터넷전문은행 본인가 승인을 내주었고, 2017년 4월 국내 첫 인터넷전문은행인 케이뱅크가 영업을 시작하였다.

## 구분
인터넷 전문은행은 운영형태에 따라 몇 가지로 나뉜다. 지점이 전혀 없이 별도법인으로 운영되는 형태를 ‘순수 인터넷 전문은행(Internet Only Bank)’ 또는 ‘가상은행(Virtual Bank)’이라 하며, 기존 은행이 별도의 브랜드와 사업부를 만들어 인터넷뱅킹을 운영하는 형태를 ‘독자브랜드 인터넷 전문은행(Tradename Internet Bank)’이라 한다.
미국 통화감독청(OCC : The Office of the Comptroller of the Currency)은 인터넷 전문은행을 무점포 순수 인터넷 전문은행, 인터넷을 위주로 제한된 숫자의 점포, ATM 등을 운영하는 형태, 기존 은행이 제공하는 인터넷뱅킹 등 세 가지로 구분하고 있다. 즉, OCC에서는 인터넷뱅킹도 인터넷 전문은행의 한 형태로 분류하고 있다.

## 경쟁력(장점)

### 시공간의 확대
인터넷 전문은행은 24시간 365일 언제든지 계좌개설이 가능하고, 모바일로 모든 금융상품을 이용할 수 있다. 지역 특성상 오프라인 은행 접근이 쉽지 않아 이용에 불편함을 겪었던 고객들도 이제는 시간과 장소에 구애받지 않고 금융서비스를 활용할 수 있게 되었다.

### 금융서비스 대상의 확대
인터넷 전문은행은 그동안 고금리를 적용받았던 4~6등급의 중신용 금융소비자들과 금융거래 부족으로 소외받았던 청년, 경력단절여성 등 금융소외계층을 대상으로 빅데이터를 활용하여 보다 낮은 금리로 대출 서비스를 제공할 수 있으며 금융포용 효과도 기대할 수 있다.

### 금융 상품의 확대
인터넷 전문은행신수납정보, 휴대폰 결제 이력, SNS활동 등 비금융정보를 활용하여 빅데이터 기반의 신용평가 시스템을 구축하고 있으며, 핀테크 기술을 적극 활용하여 일대일 고객 맞춤 서비스를 제공할 수 있다.

## 논쟁(단점)

### 은산분리규제 완화
가장 이슈가 되는 것이 은산분리 규제 완화 문제이다. 은산분리란 은행법상 산업자본(비금융주력자)에 대해선 의결권 있는 은행 지분을 최대 4%까지만 보유할 수 있도록 한 규정을 말한다. 이 때문에 ICT기업 등을 비롯한 창의성 및 혁신성 을 갖춘 잠재후보자가 은행업에 주도적으로 진입하는 것이 사실상 불가능하다. 감독당국은 이를 감안하여 인터넷전문은행에 한하여 비금융주력자의 은행 지분 보유한도를 4%에서 50%로 상향조정하는 방향으로 제도 변경을 추진하고 있다. 그러나 동 방안이 아직 국회의 동의를 얻지 못하여 추진이 지연되고 있는 상황이다. 원래 계획대로 은산분리 규제가 완화되었다면 설립 이후 KT와 카카오가 추가증자 과정을 통해 케이뱅크와 카카오뱅크의 대주주로 올라서며 자기자본을 증가시키고, 이를 기반으로 영업을 더욱 확대시켰을 것이다. 2017년 4월 영업을 개시한 케이뱅크는 영업이 호조를 보였음에도 불구하고 현재의 자기자본으로는 추가적인 대출 확대 시 규제자본비율을 준수하기 어렵다는 판단 하에 일부 대출영업을 중단한 바 있다. 충분한 규모의 자본확충이 적시성 있게 이루어지지 못한 영향으로 고객별 대출한도가 축소되거나 신규 대출이 중단되는 등 영업 초기 고객기반 확보 측면에서 문제점을 드러내었다. 이에 케이뱅크와 카카오뱅 크가 2017년 9월 중 각각 1,000억원과 5,000억원의 유상증자를 시행할 계획이다. 다만, 은산분리 규제가 완화되지 않아 주요 주주의 기존 지분율은 그대로 유지될 예정이다. 이렇게 되면 향후 추가증자가 또 필요해지더라도 비금융주력자가 증자에 참여할 메리트가 크지 않아 영업확대가 어려워질 가능성이 있다. 은행업의 경우 규모의 경제가 중요한 업종이기 때문에 만약 자본확충이 적기에 이루어지지 않는다면 더 이상의 성장은 어렵고 인터넷전문은행이 가져온 변화는 찻잔 속의 미풍으로 그칠 가능성이 높다.
그러나 현재 정부와 더불어민주당 · 자유한국당 · 바른미래당 모두 인터넷전문은행의 은산분리 규제 완화를 추진하고 있다. 산업자본의 인터넷전문은행 지분보유 한도를 현행 4%에서 34%로 상향한다는 내용을 담은 인터넷전문은행 특례법 개정안에 원내 교섭단체들이 잠정 합의한 상태이므로 이 단점은 해결될 가능성이 높다. 다만 민주평화당은 당내에서 찬반이 엇갈리고, 정의당은 반대하고 있다.

### 서비스 차별성의 지속적인 확보
케이뱅크와 카카오뱅크가 최근 보여준 강점들은 기존 은행들이 제공하지 못했던 부분들이나, 차별 성의 지속적인 유지 가능성 측면에서는 의문이 존재한다. 특히 사용자 친화적 모바일 앱 등은 기존은행 들의 개선 가능성이 높은 영역이다. 할 수 없었던 것이 아니라 하지 않았던 것이기 때문에 막대한 자금력 과 IT인력을 보유한 기존은행들이 이를 일정기간 내 구현하는 것은 그리 어려운 일이 아니다. 실제로 공인 인증서가 아닌 지문으로 모바일 앱의 로그인을 하는 방식은 올해 들어 이미 많은 기존은행들이 채택하고 있는 추세이다. 인터넷전문은행이 로그인과 자금 이체 등에서 더욱 편리한 방식을 선보였지만 기존은행 들의 모바일 사용환경 역시 빠르게 진화하고 있다. 인터넷전문은행이 지속적인 혁신을 보여주지 못한다 면 중장기적으로 기존은행과의 차별성은 희석될 수도 있다.

### 비대면 거래의 불확실성
금융권에 따르면 인터넷은행의 거래중지계좌에 대한 복원절차가 비대면을 통해 이뤄져 시중은행들은 대포통장 예방에 취약하다는 지적이 나오고 있다. 거래중지계좌의 경우 장기간 금융거래를 이용하지 않은 통장으로 대포통장에 악용될 우려가 크기 때문에 은행의 경우 반드시 은행창구 방문을 통해 계좌복원이 가능하도록 조치하고 있다. 하지만 인터넷은행의 경우 지점이 없어 비대면으로 복원절차를 진행해야돼 상대적으로 통장 이용 목적에 대한 확인이 미흡하다는 것이다.
비대면 거래의 비중이 갈수록 확대되고 있지만 은행의 사업 중 이익기여도가 높은 영역은 아직 대면 거래에 의존하는 경우가 많다. 특히 자산관리나 담보대출 같은 영업은 기존은행들이 오랜 기간에 걸쳐 구축한 방대한 노하우와 높은 진입장벽을 인터넷전문은행이 상당기간 넘어서기 쉽지 않을 것으로 보인다. 신용대출 역시 인터넷전문은행의 리스크 관리능력이 검증되기에 충분한 기간을 아직 거치지 않은 점을 감안하면 적지 않은 시행착오를 경험하게 될 가능성이 높다. 특히 인터넷전문은행이 향후 공략하게 될 중 금리 대출시장은 아직 국내 금융권의 어느 회사도 성공하지 못한, 리스크가 높은 시장이다. 또한, 편리성 의 강조, 대규모 시스템 투자 필요성 등을 고려할 때 보안시스템의 안정적 유지 여부 등 운영관리능력에도 리스크가 내재되어 있다.

### 스마트폰 보안
시중은행은 인터넷뱅킹 송금 서비스를 이용하려 해도 공인인증서를 발급받고 보안 프로그램을 설치해야 하지만, 카카오뱅크는 처음 계좌 개설 인증이 끝난 뒤에는 스마트폰에 비밀번호, 패턴, 지문인식 등 간단한 인증 절차만 거치면 송금이나 계좌 조회가 가능하다. 그런데 이 편리한 인증 절차에 문제가 생겼다. 카카오뱅크 출범 한 달 만에 10건의 명의도용 사례가 발생한 것. 피해 규모는 약 1000만 원으로 추산된다. 카카오뱅크 측에 따르면 신고 사례를 조사한 결과 대부분 배우자, 자녀, 손자가 각각 남편이나 아내, 부모, 조부모 이름으로 계좌를 만들거나 소액 대출을 받은 것으로 밝혀졌다. 일각에서는 카카오뱅크의 100% 비대면 본인 인증 방식을 보완해야 한다는 의견이 나온다. 편리성을 내세우다 보니 인증 절차를 너무 간소화했다는 것이다. 카카오뱅크 경쟁사인 케이뱅크의 경우 영상통화 인증 절차가 있다. 초기에는 케이뱅크의 본인 인증 절차가 불편하다는 의견이 있었지만, 최근엔 카카오뱅크에도 영상통화 인증 방식을 도입해야 하는 것이 아니냐는 주장도 제기된다. 실제로 케이뱅크에서는 아직 명의도용 사례가 없다.

## 대한민국 내 현황

### 케이뱅크
대한민국 최초의 인터넷전문은행으로, KT 계열이다. 2016년 1월 7일 자본금 160억의 케이뱅크 준비법인으로 설립되었고, 같은 해 3월 21일 우리은행(10%), KT(8%), 한화생명보험(9.41%), GS리테일(9.41%), 다날(9.41%), KG이니시스(9.41%), NH투자증권(8.59%) 등 21개사를 주주로 2,500억의 유상증자를 실시하였으며 2017년 4월 3일 영업을 시작했다. 케이뱅크의 정기예금 금리는 최고 연 2.0%로 은행권 평균인 연 1.44%보다 높은 수준이다. 문자 메시지로 빠른 송금이 가능하며, 24시간 운영한다. 케이뱅크에서는 시중은행에서 돈을 빌리는 게 수월하지 않은 4~7등급의 중신용자들도 케이뱅크에서는 최저 4.19% 중금리 신용대출도 받을 수 있다.

### 카카오뱅크
대한민국의 2번째 인터넷전문은행으로, 카카오 계열이다. 기존 상호명은 "한국카카오은행주식회사"(영어: KakaoBank of Korea Corp.)였으나 2020년 6월 1일 "주식회사 카카오뱅크"(영어: KakaoBank Corp.)로 변경하였다. 카카오뱅크 주주는 한국투자금융지주(5%), 카카오(34%), KB국민은행(9.86%), 넷마블, SGI서울보증, 우정사업본부, 이베이, Skyblue, YES24 등 소수 지분을 가진 주주로 구성됐다. 2017년 7월 27일에 영업을 개시했다. 첫날 영업은 오전 7시에 시작했는데, 오후 5시까지 144,000명이 계좌를 개설했고 28만 명이 애플리케이션(앱)을 다운로드받았다. 이는 케이뱅크의 영업 첫날 계좌 개설 건수인 2만건 정도보다 7배 높은 수치다. 첫날 카카오뱅크의 대출은 141억원, 예·적금 등 수신은 360억 원을 넘어섰다.

### 토스뱅크
하나은행이 지분을 소유하고 있는 대한민국의 3번째 인터넷전문은행으로 비바리퍼블리카 계열이다. 하나카드와 독점 계약을 체결하여 토스뱅크카드(체크카드)를 2021년 하반기에 출시한 바 있다.

## 대한민국 외 사례(현황)

### 미국
- Ally Bank
- Discover Bank
- Simple

### 캐나다
- Tangerine
- EQ Bank Canada

### 독일
- N26 Bank
- 피도르은행

### 영국
- Monzo Bank
- Tandem Bank

### 일본
일본은 인터넷 전문은행의 경쟁이 활발한 나라 중 하나다. 2000년 일본 첫 인터넷 전문은행 인 재팬넷은행이 영업을 시작했다. 규제가 적고 IT, 유통업등 비금융 회사들이 속속 인터넷 전문은행으로 뛰어 들었다.
일본은 대부분의 편의점이나 우체국에 ATM이 잘 되어 있어서 점포가없는 인터넷 전문은행도 입출금이 용이하다. 시중은행과 달리 수수료가 싼 경우가 많고 (편의점 ATM 수수료 무료 등) 급성장하고있다. 대부분의 은행이 현금 카드 일체형의 체크 카드를 발행하고 특징적인 서비스를 제공하고 있다. 네이버 자회사 라인도 미즈호은행과 손 잡고 2020년경 라인뱅크를 설립 할 예정이다.
- 재팬넷은행 ジャパンネット銀行 - 2000년
- 라쿠텐은행 (구 이뱅크은행) 楽天銀行 （旧：イーバンク銀行(e-Bank)）- 2001년
- 소니은행 ソニー銀行 - 2001년
- 세븐은행 セブン銀行 - 2001년
- 이온은행 イオン銀行 - 2006년
- 스미신SBI넷은행 住信SBIネット銀行 - 2007년
- 지분은행 じぶん銀行 - 2008년
- 다이와넥스트은행 大和ネクスト銀行 - 2011년
- GMO아오조라넷은행 GMOあおぞらネット銀行 - 2018년
- 로손은행 ローソン銀行 - 2018년

### 중국
- 위뱅크(웨이중은행•微衆銀行)

### 호주
- ING Direct
- Me Bank